# Erick da Silva Lessa
Erick da Silva Lessa (Maceió, 21 de junho de 1977) é um delegado de polícia civil e político brasileiro, filiado ao Republicanos. É ex-deputado estadual pelo estado de Pernambuco. E desde 2025 vereador da cidade de Caruaru.

## Biografia
É formado em Direito e especialista em Segurança Pública. Além de delegado, foi diretor regional de Polícia Civil. Também atuou como professor universitário, contribuindo para a formação de jovens profissionais da área do Direito.
Em 2016 foi candidato a prefeito pelo município de Caruaru pela coligação PR/PSC, tendo ficado em terceiro lugar.
Em 2018 foi eleito deputado estadual de Pernambuco com 29.128 votos.
No ano de 2020 , novamente foi candidato a Prefeito pelo município de Caruaru, pelo partidoProgressistas , tendo ficado em 2° lugar.

## Desempenho eleitoral
| Ano  | Eleição                 | Partido | Candidata a       | Votos  | %      | Resultado  | Ref   |
| ---- | ----------------------- | ------- | ----------------- | ------ | ------ | ---------- | ----- |
| 2016 | Municipal de Caruaru    | PR      | Prefeito          | 41.102 | 23,94% | Não eleito | [ 5 ] |
| 2018 | Estaduais em Pernambuco | PP      | Deputado estadual | 29.128 | 0,65%  | Eleito     | [ 6 ] |
| 2020 | Municipal de Caruaru    | PP      | Prefeito          | 32.910 | 19,22% | Não eleito | [ 7 ] |
| 2022 | Estaduais em Pernambuco | PP      | Deputado estadual | 37.839 | 0,75%  | Suplente   | [ 8 ] |